# 亚美尼亚使徒教会

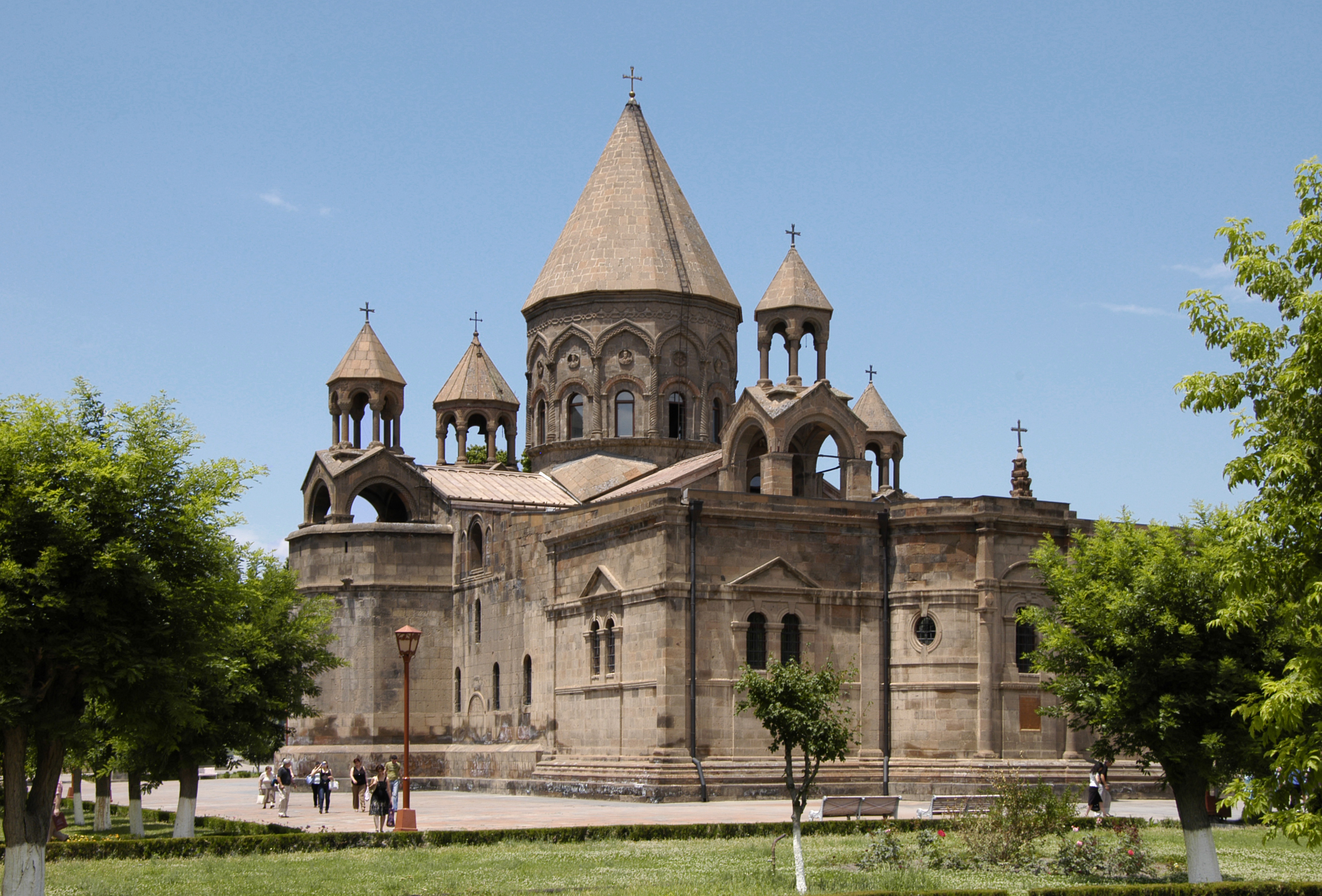
教會總堂和宗主教駐地埃奇米阿津主教座堂

亞美尼亞使徒教會（羅馬化：Hay Aṙak'elakan Yekeghetsi）是世界上最古老的國教會以及最早被合法化的基督徒群體。亞美尼亞亦因此被稱為「世上第一個基督教國家」。

## 歷史

### 宗徒傳承
在亞美尼亞的傳統中，最早將基督信仰帶入該地區的是宗徒達陡以及巴多羅買，這二人也被亞美尼亞教會奉为其主保圣人。此外，在優西比烏對埃德薩聖像傳說的紀載中，耶穌的十二門徒之一的埃德薩的達陡也曾在多默的派遣下帶著奇蹟複印了耶穌面容的聖像画到達埃德薩，治癒了埃德薩王阿布加爾五世的痲瘋病，並促進了國王的改宗。

### 成為國教

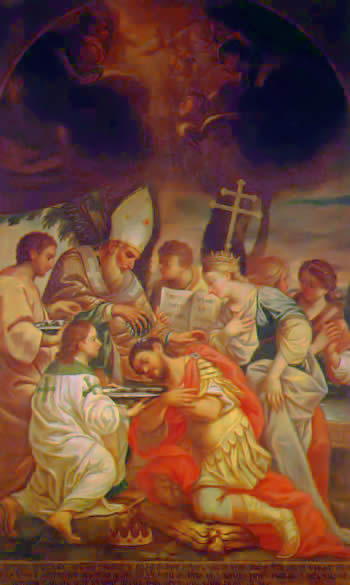
國王梯里達底三世

公元301年，亚美尼亚王国国王梯里达底三世因為被他關押十三年的教士启蒙者格列高利而改宗基督教，結束了多年來的對基督徒迫害，並將之為國教，使得亞美尼亞成為世界上第一個基督教國家。
大約在302年，格列高利被梯里达底三世給予卡托利科斯這個稱號，任命他擔任亞美尼亞的國家教會領袖，並由其友人馬扎卡的該撒利亞主教利奧提烏斯（英語：Leontius of Caesarea）祝聖為主教，之後此職位的繼承者也被稱為亞美尼亞宗主教。做為建立者，格列高利的名字也被用來稱呼亞美尼亞教會。
在梯里达底三世的王宮邊上，格列高利建起了亞美尼亞的第一座教堂──埃奇米阿津主教座堂，一千七百年來，王宮早已蕩然無存，而教堂卻一直是亞美尼亞宗主教的駐地，被稱作亞美尼亞的梵蒂岡。
公元405年，宗主教撒哈克一世委託司鐸梅斯羅布為亞美尼亞的人民創造了亞美尼亞字母，翻譯製作了亞美尼亞語聖經。
從5世紀中葉以來，亞美尼亞教會就一直保持獨立。直到現在，亞美尼亞教會依然獨立於基督宗教主流派以外。

## 教義
亞美尼亞教會信奉基督合一性論，獨立於基督教主流派以外。
基督教的主流教義強調神的「三位一體」和「基督二性論」，即認為基督的本身具有兩種本性，即神性與人性，這兩種屬性相和而不相混。基督有兩種性質，「每種性質本身都很完善，彼此又有區別，二者卻完全結合在一個人的身上，這個人既是上帝，又是人。」 基督既是完全的神，又是完全的人。在451年，基督教迦克墩公會議上，這種「兩性說」獲得勝利，成為基督教的正統。
亞美尼亞教會並沒有追隨迦克墩公會議，不承認迦克墩公會議的合法性。亞美尼亞教會主張，基督的神性和人性兩種性質，聯合爲一種復合的性質，但与迦克墩公会议相同，亚美尼亚教会宣认，神與人不同的特性沒有分裂，沒有混合，也沒有變化，基于亞歷山大的區利羅的表述：「成肉身的神、道的一個性質」。
亞美尼亞教會的合一性论经常被認爲並稱作單一性论（μονοφυσιτισμός），並因此受指責與非議，但合一性论者同樣谴责欧迪奇的單一性论爲異端。
與西方傳統所認為的12月25日聖誕節是耶穌誕辰不同，包括亞美尼亞教會在內的東方教會傳統將1月6日主顯節視作耶穌的誕辰。由於亞美尼亞教會使用儒略曆，他們的聖誕節在1月19日。

### 引用
1. ↑  The Journal of Ecclesiastical History, by Cambridge University Press, Gale Group, C.W. Dugmore. Page 268.
2. ↑  The Armenian Massacres, 1894–1896: 1894–1896 : U.S. media testimony – Page 131 by A. Dzh. (Arman Dzhonovich) Kirakosian
3. ↑  The Antiquities of the Christian Church, by Johann Christian Wilhelm Augusti, Georg Friedrich Heinrich Rheinwald, Carl Christian Friedrich Siegel. Page 466.
4. ↑  8月24日 聖巴爾多祿茂（St. Bartholomew） （页面存档备份，存于），聖人傳記，思高聖經學會 出版
5. ↑  亞美尼亞宗徒教會最高領袖卡雷金二世宗主教就職十周年，教宗致賀函強調兩個教會關係日益密切 （页面存档备份，存于），2009年10月28日，梵蒂岡廣播電台
6. ↑  優西比烏所著《教會史》，第一卷第十三章第五節
7. ↑  Gregory the Illuminator （页面存档备份，存于），Catholic Encyclopedia
8. ↑  大衛·班特利·哈特. . 好讀出版社. ISBN 9789861782713.
9. ↑  Ken Parry. . John Wiley & Sons. 10 May 2010: 104, 125  [2021-06-30]. ISBN 978-1-4443-3361-9. （原始内容存档于2020-08-03）.
10. ↑  Otto Bardenhewer. . B. Herder. 1908: 365.
11. ↑  John Anthony McGuckin. . John Wiley & Sons. 15 December 2010: 785  [2021-06-30]. ISBN 978-1-4443-9254-8. （原始内容存档于2020-11-19）.